# Trepak

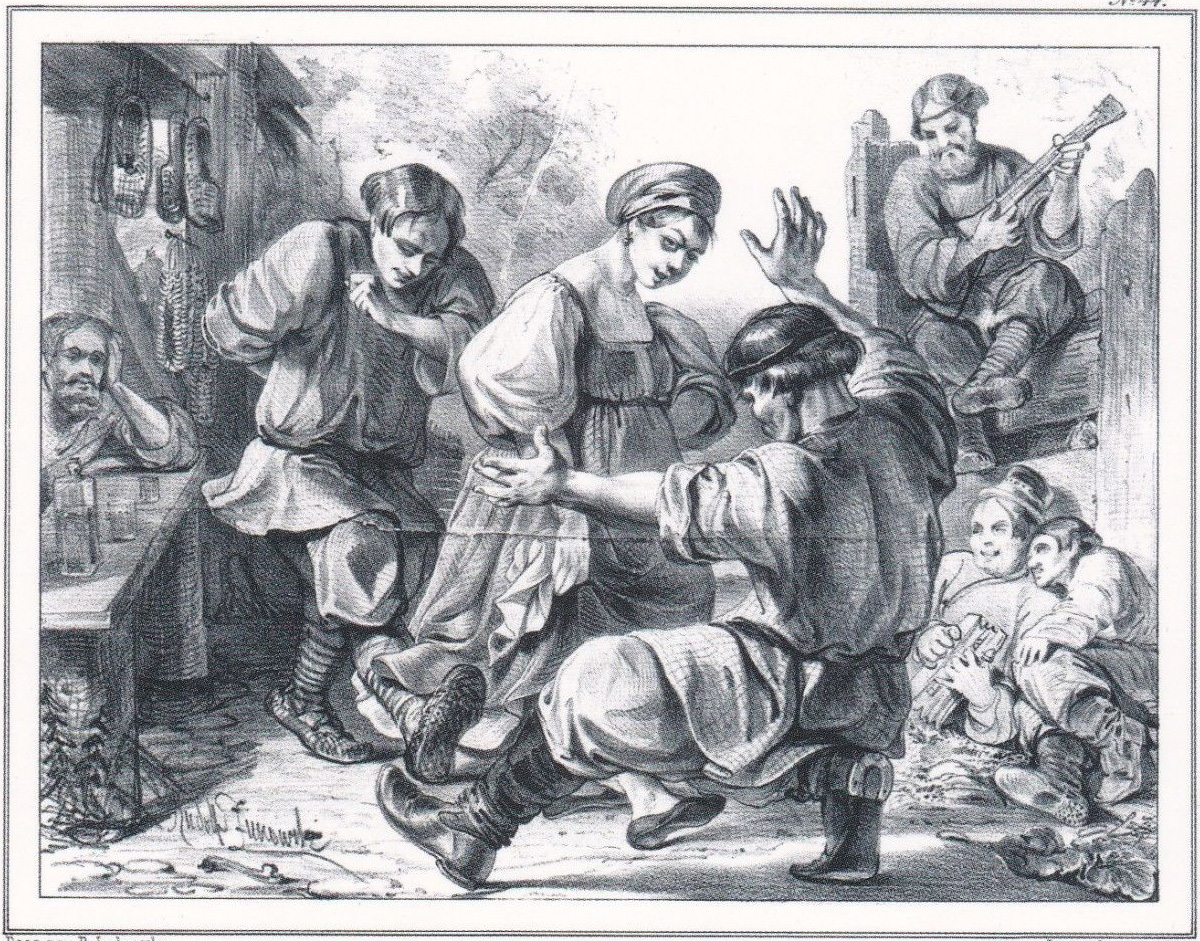
Danse traditionnelle trepak.

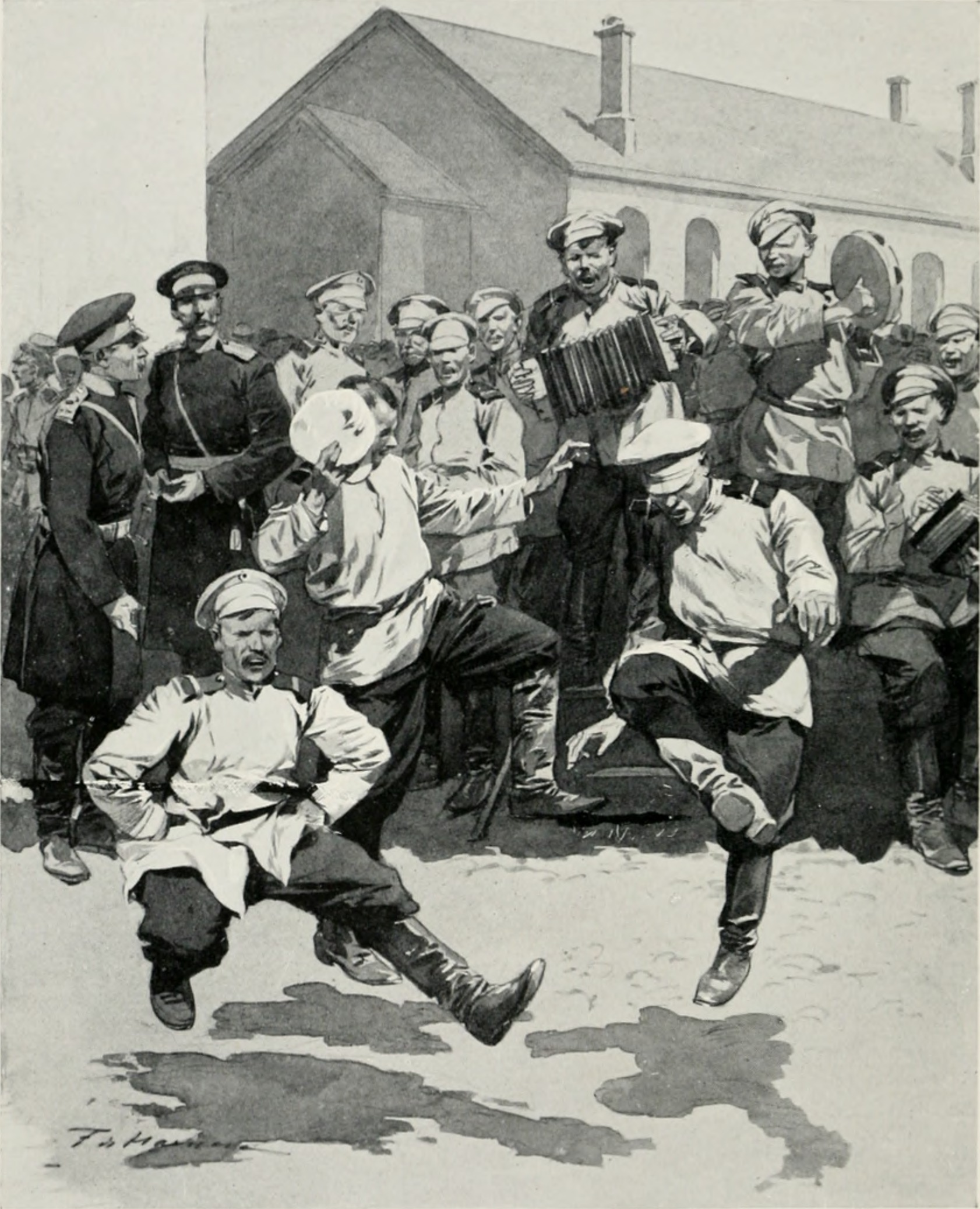
Soldats russes dansant dans des casernes. Peinture de Frédéric de Haenen, 1913.

Le trepak (russe : трeпак) ou tropak (ukrainien : трoпак) est une danse traditionnelle russe et ukrainienne.
La danse est un allegro vif en mesure 
 dans une tonalité majeure. L'accompagnement est généralement sur deux accords alternés : dominante et tonique. Le tropak diffère du plus connu gopak dans l'utilisation des accords et aussi par le fait que le tempo s'accélère progressivement tout au long de la danse.
Le trepak était l'une des danses instrumentales traditionnelles jouées par des musiciens itinérants aveugles appelés kobzars sur leurs bandouras et kobzas. C'était aussi l'une des danses souvent incluses dans le répertoire des violonistes de village de l'est de l'Ukraine.
L'une de ses représentations les plus connues est le trepak (en) de Piotr Ilitch Tchaïkovski (également connu sous le nom de Danse russe) du ballet Casse-Noisette. La musique de danse a également été utilisée dans le dernier mouvement de son Concerto pour violon en ré majeur, op. 35. Le troisième des Chants et danses de la mort de Modeste Moussorgski s'intitule « Trepak ».

## Danse
Le tropak partage de nombreuses caractéristiques musicales et chorégraphiques avec le gopak. Les deux se sont développés en tant que danses sociales cosaques, exécutées lors d'occasions festives. La chorégraphie traditionnelle de tropak n'a pas survécu, à l'exception d'une simple marche avec un timbre syncopé souvent exécuté sur un rythme rapide duple meter[Traduire passage].
Dans la saison 4 de Tu crois que tu sais danser, Joshua Allen et Stephen 'Twitch' Boss ont exécuté une routine trepak, interprétée comme un duel de danse, lors de la semaine 9 (6 août 2008).